# 16. People’s Choice Awards-gála
A 16. People’s Choice Awards-gála az 1989-es év legjobb filmes, televíziós és zenés alakításait értékelte. A díjátadót 1990. március 11-én tartották a kaliforniai Universal Studios Hollywoodban, a műsor házigazdái Valerie Harper, Fred Savage, Army Archerd és Barbara Mandrell voltak. A ceremóniát a CBS televízióadó közvetítette.

## Győztesek és jelöltek
Forrás:
| Az év új tévévígjátéka                                                         | Az év női előadója                                                              |
| ------------------------------------------------------------------------------ | ------------------------------------------------------------------------------- |
| - Doogie Howser, M.D. - Coach - Major Dad                                      | - Paula Abdul - Debbie Gibson - Janet Jackson - Madonna                         |
| Az év vígjátéka                                                                | A legjobb színész a világon                                                     |
| - Nicsak, ki beszél! - Karácsonyi vakáció - Harry és Sally                     | - Dustin Hoffman                                                                |
| Az év férfi tévés sztárja                                                      | Az év férfi előadója                                                            |
| - Bill Cosby - Ted Danson - John Goodman - Peter Falk - Neil Patrick Harris    | - Bobby Brown                                                                   |
| Az év ifjú tévés sztárja                                                       | Az év női tévés sztárja                                                         |
| - Fred Savage                                                                  | - Roseanne Barr - Phylicia Rashad - Candice Bergen                              |
| Az év visszatérő férfi tévés sztárja                                           | Az év vígjátékműsora                                                            |
| - Bill Cosby                                                                   | - The Cosby Show                                                                |
| Az év drámaműsora                                                              | Az év férfi filmsztárja                                                         |
| - L.A. Law - China Beach                                                       | - Tom Cruise                                                                    |
| Az év drámája                                                                  | Az év éjszakai talkshow műsorvezetője                                           |
| - Acélmagnóliák - Batman                                                       | - Arsenio Hall - David Letterman - Johnny Carson                                |
| Az év női filmsztárja                                                          | A legjobb színésznő a világon                                                   |
| - Meryl Streep - Kathleen Turner - Kim Basinger                                | - Meryl Streep - Jane Fonda - Elizabeth Taylor                                  |
| Az év férfi előadója új tévéműsorban                                           | Az év női előadója új tévéműsorban                                              |
| - Neil Patrick Harris - Richard Chamberlain - Craig T. Nelson - Gerald McRaney | - Jamie Lee Curtis - Ann Jillian - Corinne Bohrer - Stephanie Beacham           |
| Az év visszatérő női tévés sztárja                                             | Az év filmje                                                                    |
| - Roseanne Barr - Bette Midler - Paula Abdul - Cher - Dolly Parton             | - Batman - Nicsak, ki beszél! - Acélmagnóliák (film, 1989) - Halálos fegyver 2. |
| Az év új drámaműsora                                                           | Az év countryelőadója                                                           |
| - Rescue 911                                                                   | - Kenny Rogers - Randy Travis                                                   |

## Fordítás
- Ez a szócikk részben vagy egészben  a(z)   16th People's Choice Awards című angol Wikipédia-szócikk fordításán alapul.  Az eredeti cikk szerkesztőit annak laptörténete sorolja fel. Ez a jelzés csupán a megfogalmazás eredetét és a szerzői jogokat jelzi, nem szolgál a cikkben szereplő információk forrásmegjelöléseként.